# Linie 5 (Metro Sankt Petersburg)
| Verlauf im Stadtplan |                          |                         |                         |
| Streckenlänge: | 26,24 km                 |                         |                         |
| Spurweite: | 1524 mm (Russische Spur) |                         |                         |
| |                          |                         |                         |
| Eröffnung: | 15. September 1997       |                         |                         |
| Anzahl Stationen: | 15                       |                         |                         |
| Fahrtdauer gesamt: | 37 Minuten               |                         |                         |
| \| \| \| Komendantski Prospekt \| \| \| \| Staraja Derewnja \| \| \| \| Newa \| \| \| \| Krestowski Ostrow \| \| \| \| Newa \| \| \| \| Tschkalowskaja \| \| \| \| Sportiwnaja \| \| \| \| Newa \| \| \| \| Admiralteiskaja \| \| \| \| Moika \| \| \| \| Sadowaja \| \| \| \| Fontanka \| \| \| \| Swenigorodskaja \| \| \| \| Obwodny \| \| \| \| Obwodny Kanal \| \| \| \| Wolkowka \| \| \| \| Wolkowskaja \| \| \| \| Bucharestskaja \| \| \| \| Meschdunarodnaja \| \| \| \| Prospekt Slawy \| \| \| \| Dunaiskaja \| \| \| \| Schuschary \| \| \| \| Depot TTsch-7 Juschnoje \| |                          |                         |                         |
| U-Bahn-Haltepunkt / Haltestelle Streckenanfang (im Tunnel) |                          | Komendantski Prospekt   | Komendantski Prospekt   |
| U-Bahn-Bahnhof (im Tunnel) |                          | Staraja Derewnja        | Staraja Derewnja        |
| U-Bahn-Strecke unter Wasserlauf (im Tunnel) |                          | Newa                    | Newa                    |
| U-Bahn-Haltepunkt / Haltestelle (im Tunnel) |                          | Krestowski Ostrow       | Krestowski Ostrow       |
| U-Bahn-Strecke unter Wasserlauf (im Tunnel) |                          | Newa                    | Newa                    |
| U-Bahn-Haltepunkt / Haltestelle (im Tunnel) |                          | Tschkalowskaja          | Tschkalowskaja          |
| U-Bahn-Haltepunkt / Haltestelle (im Tunnel) |                          | Sportiwnaja             | Sportiwnaja             |
| U-Bahn-Strecke unter Wasserlauf (im Tunnel) |                          | Newa                    | Newa                    |
| U-Bahn-Bahnhof (im Tunnel) |                          | Admiralteiskaja         | Admiralteiskaja         |
| U-Bahn-Strecke unter Wasserlauf (im Tunnel) |                          | Moika                   | Moika                   |
| U-Bahn-Bahnhof (im Tunnel) |                          | Sadowaja                | Sadowaja                |
| U-Bahn-Strecke unter Wasserlauf (im Tunnel) |                          | Fontanka                | Fontanka                |
| U-Bahn-Bahnhof (im Tunnel) |                          | Swenigorodskaja         | Swenigorodskaja         |
| U-Bahn-Strecke unter Wasserlauf (im Tunnel) |                          | Obwodny                 | Obwodny                 |
| U-Bahn-Haltepunkt / Haltestelle (im Tunnel) |                          | Obwodny Kanal           | Obwodny Kanal           |
| U-Bahn-Strecke unter Wasserlauf (im Tunnel) |                          | Wolkowka                | Wolkowka                |
| U-Bahn-Haltepunkt / Haltestelle (im Tunnel) |                          | Wolkowskaja             | Wolkowskaja             |
| U-Bahn-Haltepunkt / Haltestelle (im Tunnel) |                          | Bucharestskaja          | Bucharestskaja          |
| U-Bahn-Haltepunkt / Haltestelle Strecke ab hier außer Betrieb (im Tunnel) |                          | Meschdunarodnaja        | Meschdunarodnaja        |
| U-Bahn-Haltepunkt / Haltestelle Strecke ab hier außer Betrieb (im Tunnel) |                          | Prospekt Slawy          | Prospekt Slawy          |
| U-Bahn-Haltepunkt / Haltestelle Strecke ab hier außer Betrieb (im Tunnel) |                          | Dunaiskaja              | Dunaiskaja              |
| U-Bahn-Haltepunkt / Haltestelle Strecke ab hier außer Betrieb (im Tunnel) |                          | Schuschary              | Schuschary              |
| U-Bahn-Betriebsstelle Streckenende (Strecke außer Betrieb) (im Tunnel) |                          | Depot TTsch-7 Juschnoje | Depot TTsch-7 Juschnoje |

Die Linie 5 oder Frunsensko-Primorskaja-Linie (russisch Фрунзенско-Приморская линия) ist die jüngste der fünf Linien der Metro Sankt Petersburg. Ihr erster Abschnitt, der ursprünglich zur Linie 4 gehörte, wurde 1997 eröffnet, als eigenständige Linie besteht die Frunsensko-Primorskaja-Linie erst seit Ende 2008.
Auf einer Länge von 26,24 Kilometer verbindet die Linie heute Stadtteile am nordwestlichen Stadtrand Sankt Petersburgs (darunter Teile des Newadeltas im Bereich der Kreuzinsel) mit dem Stadtzentrum sowie Wohn- und Industriegebieten südlich des selbigen.

## Geschichte
Zwar war die fünfte Linie der Leningrader U-Bahn noch zu Sowjetzeiten in der heutigen Form eingeplant, jedoch zwang die finanzielle Lage die Stadt zu einer Verschiebung der Prioritäten im U-Bahn-Bau. Ende der 1980er-Jahre beschloss man, den nördlichen Ast der künftigen Linie vorerst als Teil der bereits 1985 eröffneten Linie 4 zu bauen, während Pläne für eine Weiterführung Richtung Süden (ebenso jene für eine Weiterführung der Linie 4 nach Westen) zurückgestellt wurden. Am 30. Dezember 1991 wurde zunächst die Linie 4 vom bisherigen westlichen Endpunkt Ploschtschad Alexandra Newskogo bis zur Station Sadowaja verlängert. Letztere wurde von Anfang an für eine spätere Nutzung durch die fünfte Linie vorgesehen, auch sollte es sich bei der Gleisverbindung zwischen Dostojewskaja und Sadowaja nur um eine Betriebsstrecke handeln.
Nach einer auch auf den wirtschaftlichen Zusammenbruch des Landes bedingten längeren Pause im Petersburger U-Bahn-Bau Anfang der 1990er-Jahre konnte am 15. September 1997 die Linie, wiederum vorerst als Linie 4, von Sadowaja bis Tschkalowskaja weitergeführt werden. Der 4,7 km lange Abschnitt umfasste neben zwei neu eröffneten Stationen auch den im Rohbau fertiggestellten U-Bahnhof Admiralteiskaja. Dieser wurde zwischen Sadowaja und Sportiwnaja in unmittelbarer Nähe des Palastplatzes und der Admiralität errichtet, jedoch konnte der Zugang samt Rolltreppenlauf und Eingangsvestibül damals sowohl aus finanziellen Gründen als auch aufgrund von Denkmalschutzhürden nicht endgültig konzipiert werden. Im Ergebnis blieb Admiralteiskaja für die nächsten Jahre ein Geisterbahnhof. Die Bauarbeiten für diesen U-Bahnhof begannen erst 2009, nachdem die Metro nach Abriss eines älteren Hauses in diesem Bereich das notwendige Baugrundstück zur Verfügung gestellt bekam.
Am 14. Januar 1999 wurde die Strecke von Tschkalowskaja weiter nach Norden bis Staraja Derewnja verlängert, die Eröffnung der auf der Strecke gelegenen Station Krestowski Ostrow erfolgte mit einer mehrmonatigen Verzögerung am 3. September 1999. Die bislang letzte Verlängerung dieser Strecke nach Norden gab es am 2. April 2005, als hinter Staraja Derewnja noch der U-Bahnhof Komendantski Prospekt – wiederum vorläufig als Endhaltestelle der Linie 4 – in Betrieb ging.
Der entscheidende Schritt zur Schaffung der eigenständigen fünften Linie war die Fertigstellung des ersten Abschnittes ihres künftigen südlichen Astes am 20. Dezember 2008. An jenem Tag gingen die beiden Stationen Swenigorodskaja und Wolkowskaja auf einem 3,2 km langen neuen Streckenabschnitt in Betrieb. Die nördlich von ihnen errichtete Station Spasskaja, die an die Linie 4 fallen sollte, war zeitgleich fertiggestellt worden, allerdings konnte sie aufgrund technischer Pannen mit einer dort versuchsweise installierten neuen Fahrtreppen-Baureihe nicht ebenfalls im Dezember 2008 in Betrieb gehen. Folglich war es zu jenem Zeitpunkt nicht möglich, die Strecke von Sadowaja nach Komendantski Prospekt der Linie 5 zu übergeben und diese für den durchgehenden Zugverkehr zu eröffnen. Das führte dazu, dass die Züge der Linie 4 noch einige Monate lang aus Dostojewskaja kommend weiterhin über Sadowaja nach Komendantski Prospekt fuhren, während die Station Spasskaja gänzlich geschlossen blieb und zwischen Swenigorodskaja (wo Umsteigemöglichkeiten von und zu der Linie 1 bestehen) und Wolkowskaja ein provisorischer Pendelverkehr eingerichtet wurde.
Am 7. März 2009 konnte schließlich der Bahnhof Spasskaja in Betrieb genommen werden. Damit wurde die Änderung der Führung der Linien 4 und 5 endgültig realisiert. Die erstere endet seitdem aus Dostojewskaja kommend in der neuen Station Spasskaja, während Züge der fünften Linie von Komendantski Prospekt im Norden über Sadowaja und die neue Teilstrecke bis Wolkowskaja verkehren.
Die Station Obwodny Kanal auf der neuen Strecke ist erst nachträglich errichtet worden und ging am 30. Dezember 2010 in Betrieb. Der U-Bahnhof Admiralteiskaja auf dem noch 1997 fertiggestellten Streckenabschnitt wurde ebenfalls erst nachträglich, nämlich am 28. Dezember 2011, eröffnet. Genau ein Jahr später wurden die beiden Stationen Bucharestskaja und Meschdunarodnaja eröffnet. Damit wuchs die Gesamtlänge der Linie von 16,8 km auf 20,1 km an.
Durch die Eröffnung der Stationen Prospekt Slawy, Dunaiskaja und Schuschary am 3. Oktober 2019 erhielt die Linie schließlich ihre heutige Länge von 26,24 km. Im zeitlichen Zusammenhang mit diesen Eröffnungen nahm auch das südlich der Endstation Schuschary gelegene Depot TTsch-7 Juschnoje den Betrieb auf.

## Planungen
Nördlich von Komendantski Prospekt sollen neue Stationen entstehen. Zumindest fünf von ihnen sowie ein weiteres Zugdepot sind in den U-Bahn-Bauplänen für das nächste Jahrzehnt enthalten.

## Fahrzeuge
Die Linie wird von Zügen des U-Bahn-Depots Wyborgskoje bedient, das an der Linie 2 nördlich von Parnas liegt. Es sind allesamt Sechs-Waggon-Garnituren der Baureihe 81-717/714, darunter deren neuerer Modifikation 81-540/541. Die Waggons für die Linie werden vom Petersburger Wagonmasch-Werk produziert.